# Frybread
Il frybread (letteralmente pane fritto), anche conosciuto come cachanga o bannock è una ricetta dei nativi del Nord America diffusa nel Dakota del Sud.
Si tratta di una pasta piatta lievitata che viene fritta in olio o burro. Può essere talvolta condito con fagioli, manzo tritato o formaggio grattugiato e il piatto che si ricava da tale combinazione di ingredienti prende il nome di taco indiano o taco Navajo. Può anche essere addolcito o servito coperto da ingredienti dolci come miele o zucchero a velo.
Il frybread ha un ruolo importante nella cultura dei nativi americani. Viene spesso servito nelle case e in occasione di fiere e powwow. Nel 2005, il frybread è 'stato nominato "pane di stato" ufficiale del Dakota del Sud. Questo stesso anno il frybread è stato al centro di una polemica sul suo ruolo nell'obesità e diabete subiti dai nativi nordamericani. Il Dipartimento dell'agricoltura degli Stati Uniti d'America riporta che tale pietanza avrebbe circa 700 calorie e 27 grammi di grasso.